# Leucocoma vegeta
Leucocoma vegeta là một loài thực vật có hoa trong họ Mao lương. Loài này được (Greene) Lunell mô tả khoa học đầu tiên năm 1916.